# Miradas asesinas
Miradas asesinas (título original: If Looks Could Kill) es un telefilme estadounidense de drama de 1996, dirigido por Sheldon Larry, escrito por Peter McCabe, musicalizado por Harald Kloser y Thomas Schobel, en la fotografía estuvo Ronald Víctor García y los protagonistas son Antonio Sabato Jr., Maury Chaykin y Brad Dourif, entre otros. Este largometraje fue producido por Alan Landsburg Productions, National Studios Inc. y Straight Shooter Productions; se estrenó el 6 de febrero de 1996.

## Sinopsis
La historia real de John Hawkins, un criminal dado a conocer en el programa de televisión Americas's Most Wanted de John Walsh. Hawkin era un timador y homicida sociópata, que utilizaba el sexo en sus estafas, tenía el atractivo y la buena apariencia para lograrlo.